# Шойрен (Берн)
Шойрен (нем. Scheuren BE) — коммуна в Швейцарии, в кантоне Берн. 
Входит в состав округа Нидау. Население составляет 455 человек (на 31 декабря 2006 года). Официальный код — 0747.